# Frank Purdon
Pas d'image ? Cliquez ici

a Compétitions nationales et continentales officielles uniquement.

b Matchs officiels uniquement.
Dernière mise à jour le 26 mars 2025.
Frank Purdon, né le 8 novembre 1857 à Co Westmeath (Irlande), est un joueur international gallois de rugby à XV, ayant occupé le poste d'avant.

## Biographie
Frank Purdon évolue comme arrière en club avec le Newport RFC de 1880 à 1887. Il a également joué avec le Swansea RFC.
Il dispute son premier test match en équipe du pays de Galles le 19 février 1881 contre l'équipe d'Angleterre pour le premier match international du pays de Galles. Son dernier test match fut contre l'équipe d'Écosse le 8 janvier 1883 dans le cadre du tournoi.
Il a participé au premier match du pays de Galles dans le tournoi, lors du Tournoi britannique de rugby à XV 1882-1883 le 16 décembre 1882.

## Palmarès
- 4 sélections en équipe du pays de Galles, de 1881 à 1883
- Sélections par année : 1 en 1881, 2 en 1882, 1 en 1883
- Participation à 1 Tournoi britannique, en 1882-1883